# Kohima (stad)
Kohima (Hindi: कोहिमा) is de hoofdstad van de Indiase deelstaat Nagaland, in het noordoosten van India. De stad ligt in het gelijknamige district Kohima.
De stad ligt in een groen en bergachtig gebied op gemiddeld 1261 meter hoogte.
De naam Kohima komt van de plant Kew hi, die op de berg nabij de stad groeit.

## Demografie
Volgens de Indiase volkstelling van 2001 wonen er 78.584 mensen in Kohima, waarvan 53% mannelijk en 47% vrouwelijk is. De plaats heeft een alfabetiseringsgraad van 75%.